# Ernesto D'Argenio
Ernesto D'Argenio (Milano, 19 luglio 1985) è un attore italiano.

## Biografia
Nato a Milano da una famiglia originaria della provincia di Benevento, dove tra l'altro trascorre gran parte della propria infanzia, dapprima con i nonni materni e poi con quelli paterni, prima di far ritorno alla periferia della natìa Milano con la famiglia. A 19 anni lascia l'Italia per andare all'estero. Dopo un lungo viaggio, che lo porta a vivere e lavorare in diversi paesi (tra cui l'Inghilterra, la Scandinavia, il Sud-Est asiatico e la Francia), rientra in Italia. A Roma approfondisce gli studi di recitazione con Beatrice Bracco e inizia a prendere parte alle prime produzioni teatrali. 
Nel 2011 esordisce al cinema nell'opera prima di Daniele Maggioni, dal titolo Tutto bene, interpretando il ruolo del protagonista Marco. Nello stesso anno viene selezionato da Elio Germano e Valerio Mastandrea per prendere parte al corso di recitazione della Scuola d'arte cinematografica Gian Maria Volonté.
Diplomatosi come attore nel 2013, viene scelto da Ettore Scola per interpretare i ruoli di Mameli Barbara e Marcello Mastroianni nell'ultimo film del regista, presentato alla 70ª Mostra internazionale d'arte cinematografica di Venezia, Che strano chiamarsi Federico omaggio a Federico Fellini. In quella stessa occasione, nell'ambito delle Giornate degli Autori, vince il premio BookCiack Azione!, scrivendo e dirigendo il cortometraggio Se sono rose, liberamente ispirato dall'omonimo romanzo di Massimo Vitali, edito Fernandel.
Nel 2014 viene scelto per il ruolo di Saro Ragno della serie televisiva Squadra antimafia 6, che interpreterà per la seconda e ultima volta anche nella stagione successiva Squadra antimafia 7.
Nel 2016 prende parte al thriller di Roberto Andò Le confessioni, con Toni Servillo e Daniel Auteuil.
Riccardo Milani lo dirige nella miniserie TV Di padre in figlia, per il soggetto di Cristina Comencini, dove interpreta il fotografo di moda Fabrizio.
Affianca Marco Giallini, interpretando il ruolo di Italo Pierron nel poliziesco per Rai2 Rocco Schiavone, con la regia di Michele Soavi, in onda nell'autunno 2016 e tratto dai libri di Antonio Manzini, continuando ad affiancare il burbero vice questore fino alla quinta stagione.
Sempre nello stesso anno, è chiamato ad interpretare il ruolo di Vittorio Erti nella serie Volevo fare la rockstar, diretta da Matteo Oleotto e tratta dal blog di Valentina Santandrea.

## Filmografia

### Cinema
- Tutto Bene, regia di Daniele Maggioni (2011)
- Che strano chiamarsi Federico, regia di Ettore Scola (2013)
- Le confessioni, regia di Roberto Andò (2016)
- Cortina Express, regia di Eros Puglielli (2024)
- Ma chi ti conosce?, regia di Francesco Fanuele (2024)

### Televisione
- Squadra antimafia 6 – serie TV, 8 episodi (2014) - ruolo: Saro Ragno
- Squadra antimafia 7 – serie TV, 7 episodi (2015) - ruolo: Saro Ragno
- Grand Hotel, regia di Luca Ribuoli – miniserie TV (2015)
- Rocco Schiavone – serie TV, 20 episodi (2016-2023) - ruolo: Italo Pierron
- Di padre in figlia, regia di Riccardo Milani – miniserie TV (2017)
- Non uccidere – serie TV, episodi 2x03-2x04 (2017)
- Volevo fare la rockstar – serie TV, 12 episodi (2019)
- Rita Levi-Montalcini, regia di Alberto Negrin – film TV (2020)
- Briganti – serie TV (2024)

### Cortometraggi
- Se son rose, regia di Ernesto D'Argenio (2013)
- Nottetempo, regia di Gianandrea Caruso (2012)
- The dark night - Black hearted love, regia di Daniel Marini (2012)

## Riconoscimenti
- Premio BookCiack Azione - Giornate degli Autori 2013